# Derbi de Verona
El Derbi de Verona (también conocido como Derbi della Scala o Derbi della Arena) es un partido de fútbol que enfrenta a los dos principales equipos de la ciudad de Verona: el Chievo Verona y el Hellas Verona.

## Historia
El 23 de noviembre de 2013, Chievo y Hellas volvieron a enfrentarse once años después, luego del ascenso de los últimos en mayo de ese mismo año. Los clivensi vencieron por 0 goles a 1 gracias al tanto de Dejan Lazarević en el descuento.

## Historial de partidos en Serie A

### Estadísticas
- Primer encuentro: 18 de noviembre de 2001
- Último encuentro: 10 de marzo de 2018
- Total de partidos: 10
- Victorias del Chievo Verona: 4
- Victorias del Hellas Verona: 4
- Empates: 2
- Goles del Chievo Verona: 13
- Goles del Hellas Verona: 14

### Tabla de partidos
| Temporada | Jornada | Local         | Resultado | Visitante     |
| --------- | ------- | ------------- | --------- | ------------- |
| 2001/02   | 11.ª    | Hellas Verona | 3 - 2     | Chievo Verona |
| 2001/02   | 28.ª    | Chievo Verona | 2 - 1     | Hellas Verona |
| 2013/14   | 13.ª    | Hellas Verona | 0 - 1     | Chievo Verona |
| 2013/14   | 32.ª    | Chievo Verona | 0 - 1     | Hellas Verona |
| 2014/15   | 16.ª    | Hellas Verona | 0 - 1     | Chievo Verona |
| 2014/15   | 35.ª    | Chievo Verona | 2 - 2     | Hellas Verona |
| 2015/16   | 7.ª     | Chievo Verona | 1 - 1     | Hellas Verona |
| 2015/16   | 28.ª    | Hellas Verona | 3 - 1     | Chievo Verona |
| 2017/18   | 9.ª     | Chievo Verona | 3 - 2     | Hellas Verona |
| 2017/18   | 28.ª    | Hellas Verona | 1 - 0     | Chievo Verona |

## Historial de partidos en Serie B

### Estadísticas
- Primer encuentro: 10 de diciembre de 1994
- Último encuentro: 16 de mayo de 1999
- Total de partidos: 8
- Victorias del Chievo Verona: 3
- Victorias del Hellas Verona: 3
- Empates: 2
- Goles del Chievo Verona: 9
- Goles del Hellas Verona: 9

### Tabla de partidos
| Temporada | Jornada | Local         | Resultado | Visitante     |
| --------- | ------- | ------------- | --------- | ------------- |
| 1994/95   | 14.ª    | Hellas Verona | 1 - 1     | Chievo Verona |
| 1994/95   | 33.ª    | Chievo Verona | 3 - 1     | Hellas Verona |
| 1995/96   | 13.ª    | Chievo Verona | 1 - 2     | Hellas Verona |
| 1995/96   | 32.ª    | Hellas Verona | 1 - 0     | Chievo Verona |
| 1997/98   | 7.ª     | Hellas Verona | 4 - 0     | Chievo Verona |
| 1997/98   | 26.ª    | Chievo Verona | 2 - 0     | Hellas Verona |
| 1998/99   | 15.ª    | Hellas Verona | 0 - 0     | Chievo Verona |
| 1998/99   | 34.ª    | Chievo Verona | 2 - 0     | Hellas Verona |

### Futbolistas que han jugado en ambos equipos
| Lista completa |
| --- |
| A - Alfredo Aglietti - Elvis Abbruscato B - Jonatan Binotto - Saša Bjelanović - Erjon Bogdani - Simone Bonomi C - Fabrizio Cacciatore - Giuseppe Colucci - Eugenio Corini - Michele Cossato D - Dario Dainelli E - Massimiliano Esposito F - Diego Farias - Ivan Fatić - Flavio Fiorio - Paolo Foglio G - Alessandro Gamberini - Stefano Garzon - Stefano Ghirardello - Matteo Gianello - Tiberio Guarente - Andrea Guerra I - Vincenzo Italiano - Antimo Iunco M - Luigi Martinelli - Martino Melis - Luca Mezzano P - Matteo Pivotto R - Alessandro Rinaldi - Matteo Rubin V - Luciano Venturini Z - Marco Zamboni - Marco Zanchi |